# Dennis Eichhorn
Dennis Eichhorn (19 de agosto de 1945 — 8 de outubro de 2015) foi um autor de histórias em quadrinhos americanas, conhecido por seu trabalho na série autobiográfica Real Stuff, pela qual foi indicado ao Eisner Award de "Melhor Escritor" em 1993.